# Белець (Хорватія)
46°08′ пн. ш. 16°07′ сх. д. / 46.13° пн. ш. 16.12° сх. д.
Белець (хорв. Belec) — населений пункт у Хорватії, у Крапинсько-Загорській жупанії у складі міста Златар.

## Населення
Населення за даними перепису 2011 року становило 356 осіб.
Динаміка чисельності населення поселення:

## Клімат
Середня річна температура становить 9,98 °C, середня максимальна – 23,90 °C, а середня мінімальна – -6,26 °C. Середня річна кількість опадів – 963 мм.
| Клімат поселення                              | Клімат поселення | Клімат поселення | Клімат поселення | Клімат поселення | Клімат поселення | Клімат поселення | Клімат поселення | Клімат поселення | Клімат поселення | Клімат поселення | Клімат поселення | Клімат поселення | Клімат поселення |
| Показник                                      | Січ.             | Лют.             | Бер.             | Квіт.            | Трав.            | Черв.            | Лип.             | Серп.            | Вер.             | Жовт.            | Лист.            | Груд.            |                  |
| Середній максимум, °C                         | 5,59             | 7,57             | 11,79            | 16,01            | 20,87            | 23,90            | 23,30            | 22,78            | 18,86            | 13,77            | 8,22             | 4,57             |                  |
| Середня температура, °C                       | −0,34            | 1,65             | 5,86             | 10,09            | 14,93            | 17,96            | 19,66            | 19,14            | 15,20            | 10,13            | 4,57             | 0,92             |                  |
| Середній мінімум, °C                          | −6,26            | −4,28            | −0,06            | 4,16             | 9,00             | 12,04            | 16,00            | 15,48            | 11,56            | 6,46             | 0,94             | −2,72            |                  |
| Норма опадів, мм                              | 48               | 50               | 66               | 74               | 82               | 111              | 93               | 97               | 91               | 92               | 91               | 68               |                  |
| Середньомісячна швидкість вітру, м/с          | 1.88             | 2.08             | 2.41             | 2.40             | 2.25             | 2.00             | 1.92             | 1.80             | 1.80             | 1.83             | 1.93             | 1.91             |                  |
| Середньомісячна сонячна радіація, кДж/м²·день | 4055             | 6841             | 10473            | 14846            | 18905            | 20648            | 21563            | 18646            | 13868            | 8692             | 4563             | 3270             |                  |
| --------------------------------------------- | ---------------- | ---------------- | ---------------- | ---------------- | ---------------- | ---------------- | ---------------- | ---------------- | ---------------- | ---------------- | ---------------- | ---------------- | ---------------- |
| Джерело:                                      |                  |                  |                  |                  |                  |                  |                  |                  |                  |                  |                  |                  |                  |